# Nicolás Díaz
Nicolás Andrés Díaz Huincales (ur. 20 maja 1999 w Santiago) – chilijski piłkarz występujący na pozycji środkowego lub lewego obrońcy, reprezentant Chile, od 2025 roku zawodnik Unión Española.
Jest synem Ítalo Díaza oraz bratem Paulo Díaza, również piłkarzy.